# Charles Tannock

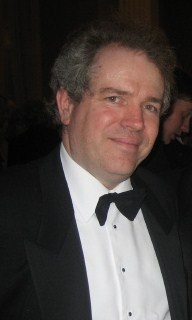
Charles Tannock (2011)

Charles Tannock (n. 25 septembrie 1957) este un om politic britanic, membru al Parlamentului European în perioadele 1999-2004 și 2004-2009 din partea Regatului Unit.
1. ↑  Deputații în Parlamentul European